# Робертс, Уильям (художник)
Уильям Патрик Робертс (англ. William Roberts, 5 июня 1895 Лондон — 20 января 1980) — английский художник.

## Жизнь и творчество
Родился в семье плотника в лондонском районе Хокни. В 1909 году юноша зарабатывает рисованием рекламных плакатов, а вечерами учится в Художественной школе Св. Мартина. В 1910 поступает в Школу искусств Слейд, где знакомится с такими будущими звёздами, как Дэвид Бомберг, Стэнли Спенсер, Дора Каррингтон, Марк Гертлер, Кристофер Невинсон.
После окончания школы Слейд в 1913 году художник совершает поездку по Франции и Италии, во время которой он открывает для себя такие течения в живописи, как постимпрессионизм и кубизм. Вернувшись в Англию, Робертс работает на дизайн-фирму Omega Workshops(по три утра в неделю), которая платит ему по 10 шиллингов за утро, и пишет для неё кубические произведения. Позднее Робертс встречается с художником П. У. Льюисом и поэтом Э.Паундом, и поддерживает создаваемое ими новое художественное направление вортицизм, английский вариант футуризма (хотя У.Робертс и считал этот период своего творчества кубизмом).
В 1916 году, во время Первой мировой войны, Робертс в составе артиллерийской части отправляется на Западный фронт. В 1918 он в течение 6 месяцев служит как «военный художник» при канадских частях. В 1922 году он женится на сестре своего однокашника по школе Слейд Джейкоба Крамера, Саре.
В 1920-х — 1930-х годах основными темами художественного творчества У.Робертса были городской пейзаж и портретная живопись (написал портреты английского разведчика и писателяТ. Э. Лоуренса, русской балерины Л. В. Лопуховой и др.). В 1948 году работы У.Робертса презентируются на летней выставке Королевской Академии. В 1956 лондонская галерея Тейт организует выставку Уиндхем Льюис и вортицизм, в которой участвует и Робертс. В 1962 году он заканчивает свою монументальную работу «Вортицисты в ресторане Эйфелевой башни, весна 1915» (ныне в галерее Тейт).
С 1958 года У.Робертс — член-корреспондент Королевской Академии художеств, с 1966 — её действительный член.